# Reisangmei Vashum
Reisangmei Vashum (Manipur, 10 gennaio 1988) è un calciatore e allenatore di calcio indiano, centrocampista dello Yarkhok United.

## Statistiche

### Cronologia presenze e reti in nazionale
| Cronologia completa delle presenze e delle reti in nazionale ― India | Cronologia completa delle presenze e delle reti in nazionale ― India | Cronologia completa delle presenze e delle reti in nazionale ― India | Cronologia completa delle presenze e delle reti in nazionale ― India | Cronologia completa delle presenze e delle reti in nazionale ― India | Cronologia completa delle presenze e delle reti in nazionale ― India | Cronologia completa delle presenze e delle reti in nazionale ― India | Cronologia completa delle presenze e delle reti in nazionale ― India |
| Data                                                                 | Città                                                                | In casa                                                              | Risultato                                                            | Ospiti                                                               | Competizione                                                         | Reti                                                                 | Note                                                                 |
| -------------------------------------------------------------------- | -------------------------------------------------------------------- | -------------------------------------------------------------------- | -------------------------------------------------------------------- | -------------------------------------------------------------------- | -------------------------------------------------------------------- | -------------------------------------------------------------------- | -------------------------------------------------------------------- |
| 1-4-2006                                                             | Chittagong                                                           | India                                                                | 3 – 0                                                                | Afghanistan                                                          | AFC Challenge Cup 2006 - 1º turno                                    | -                                                                    | 70’                                                                  |
| 3-4-2006                                                             | Chittagong                                                           | Filippine                                                            | 3 – 0                                                                | India                                                                | AFC Challenge Cup 2006 - 1º turno                                    | -                                                                    | 79’                                                                  |
| 5-4-2006                                                             | Chittagong                                                           | India                                                                | 0 – 0                                                                | Taipei cinese                                                        | AFC Challenge Cup 2006 - 1º turno                                    | -                                                                    | 47’                                                                  |
| 9-4-2006                                                             | Chittagong                                                           | India                                                                | 0 – 3                                                                | Nepal                                                                | AFC Challenge Cup 2006 - Quarti di finale                            | -                                                                    | 89’                                                                  |
| 27-2-2012                                                            | Dubai                                                                | Azerbaigian                                                          | 3 – 0                                                                | India                                                                | Amichevole                                                           | -                                                                    | 80’                                                                  |
| 11-3-2012                                                            | Kathmandu                                                            | Filippine                                                            | 2 – 0                                                                | India                                                                | AFC Challenge Cup 2012 - 1º turno                                    | -                                                                    | 70’                                                                  |
| 13-3-2012                                                            | Kathmandu                                                            | Corea del Nord                                                       | 4 – 0                                                                | India                                                                | AFC Challenge Cup 2012 - 1º turno                                    | -                                                                    | 24’                                                                  |
| Totale                                                               |                                                                      | Presenze                                                             | 7                                                                    |                                                                      | Reti                                                                 | 0                                                                    |                                                                      |

## Palmarès

### Competizioni nazionali
- I-League: 1

Churchill Brothers: 2008-2009
- Calcutta Premier Division A: 2

East Bengal: 2013-2014
Mumbai: 2014-2015
- IFA Shield: 1

East Bengal: 2012
- Federation Cup (India): 2

East Bengal: 2010, 2012
- Super Cup (India): 1

East Bengal: 2011-2012